# Saana – Warrior of Light Pt 1
Saana – Warrior of Light Pt 1 es el tercer álbum en solitario del guitarrista finlandés Timo Tolkki. Salió a la venta el 11 de marzo de 2008 por la etiqueta Frontiers Records. Tolkki grabó la guitarra, bajo y teclado para este disco y contó con el ex baterista de Thunderstone Mirka Rantanen y cuatro cantantes. 

## Lista de canciones
1. "Saana Mountain" - 1:22
2. "Saana's Theme" - 0:40
3. "The End" - 2:56
4. "Sadness Of The World" - 3:33
5. "3 At 7" - 4:27
6. "Silence Of The Night" - 3:03
7. "Sunrise At Saana Mountain" - 1:49
8. "Journey To The Crystal Island" - 1:57
9. "Crystal Island" - 2:38
10. "Freya's Theme" - 1:38
11. "You've Come a Long Way" - 2:22
12. "The Letter" - 4:28
13. "Who Am I?" - 1:30
14. "Freya's Teachings" - 3:21
15. "Warrior Of Light" - 3:28
16. "Journey To The Azores" - 4:47

## Miembros
- Timo Tolkki - Guitarra, Bajo, Teclado
- Mirka Rantanen - Batería

## Vocalistas
- Jennifer Sowle
- Heikki Pöyhiä
- Aino Laos
- Janette Sainio